# Bauhínie pestrá
Bauhínie pestrá (Bauhinia variegata) je tropický, opadavý strom s křehkými větvemi, dlouhými, dvoulaločnými listy a hlavně s nádhernými, vytrvalými, asi 10 cm velkými květy připomínající kvetoucí orchideje. Je jedním z asi 250 druhů rodu bauhínie a je původní rostlinou v Číně, Indii, Pákistánu, Nepálu, Thajsku, Myanmaru, Laosu i ve Vietnamu. Z tohoto území se druh rozšířil do celé tropické Asie, Střední a Jižní Ameriky i do Afriky, kde se začal pěstovat jako okrasná rostlina.

## Ekologie
Dřevina nejlépe roste v úrodné půdě na plném slunci, v období růstu a kvetení potřebuje hodně vláhy. Za vegetačního klidu jí vyhovuje spíše sucho a snese krátkodobý pokles teploty k -5 °C, vyskytuje se do nadmořské výšky 1300 m. Roste-li na trvale suchém a chladném místě, má často tvar keře. Nesnáší zasolenou a zamokřenou půdu, neroste na mořském pobřeží. Protože větve často vyrůstají i nízko nad zemí a mají tendenci vytvářet husté křoviny, je nutno mladé stromky tvarovat řezem. Pro zesílení větví a zachování plného kvetení je vhodné starší stromy prosvětlovat.

## Popis

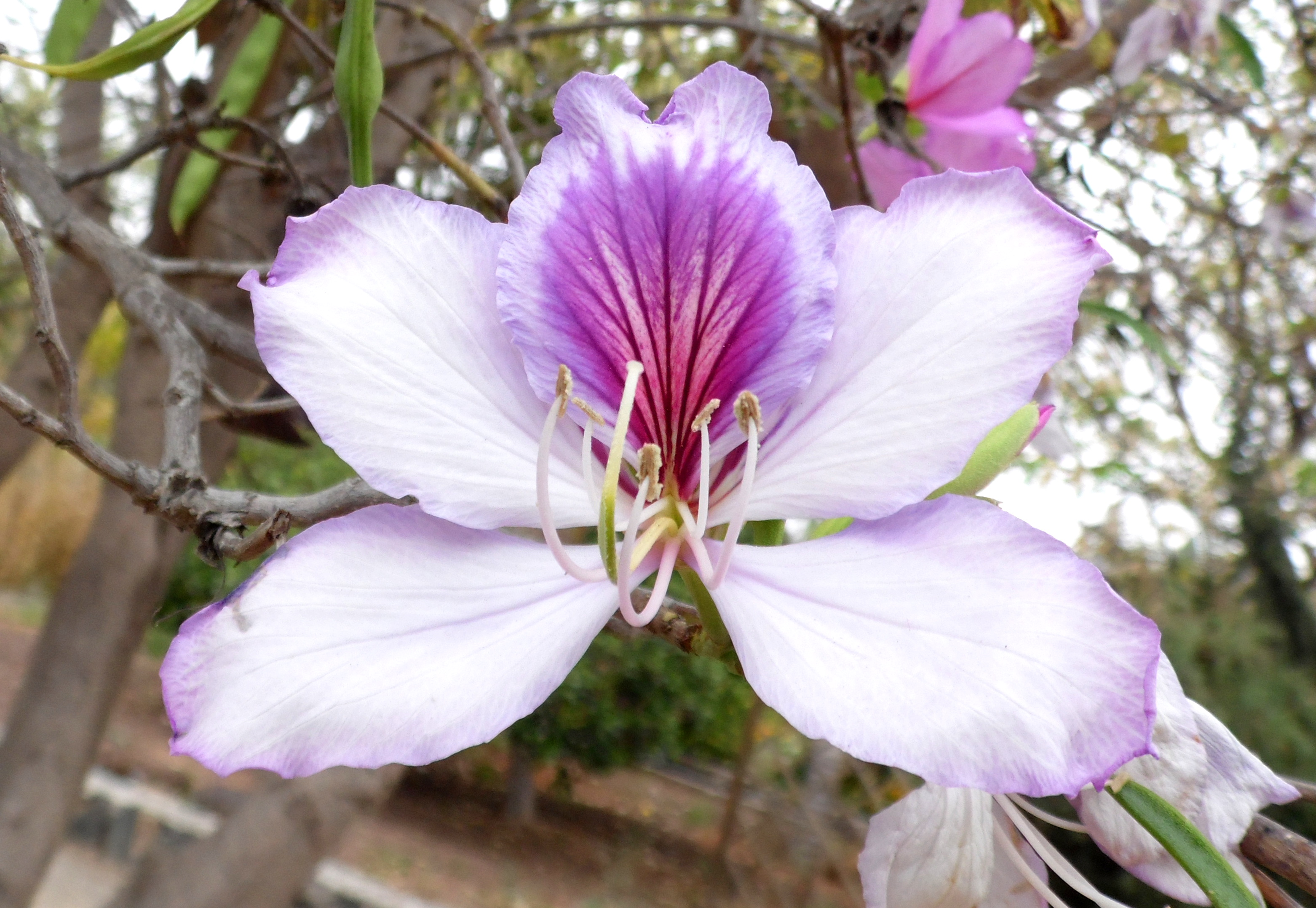
Květ bauhínie pestré

Strom je obvykle vysoký 6 až 12 m a korunu mívá širokou 3 až 6 m; někdy bývá nižšího a keřovitého vzrůstu. Kůra kmene je hnědá a hladká, mladé a tenké letorosty jsou šedavě pýřité. Křehké větve, někdy mírně převislé, jsou řídce porostlé listy širšími než delšími, 5 až 10 cm dlouhými a 5 až 18 cm širokými. Řapíky listů jsou 3 až 5 cm dlouhé a vyrůstají společně s brzy opadávajícími drobnými palisty. Listy mají srdčitý tvar, jsou do čtvrtiny neb třetiny délky rozeklané a vzniklé laloky jsou na koncích tupé, Čepele bývají svrchu lysé a zespodu chlupatě našedlé, jejich dlanitá žilnatina má 9 až 13 žilek. Listy před opadem nemění barvu.
Oboupohlavné pětičetné květy, velké 8 až 12 cm, vyrůstají jednotlivě nebo až po sedmi v řídkých, koncových, hroznovitých květenstvích s chlupatými vřeteny. Drobné listeny trojúhelníkovitého tvaru brzy opadávají, stejně jako podobné listence připojené pod středem stopky květu. Květy, rostoucí z 3 až 4 cm velkých poupat, mají nálevkovitou češuli asi 15 mm dlouhou. Špičaté kališní plátky jsou asi 2,5 cm dlouhé. Obvejčitě podlouhlé, krátce nehetnaté, dvoulaločné korunní plátky bývají dlouhé 45 až 60 a široké 25 až 30 mm, zbarveny jsou bílé, fialově nebo růžově a mívají červenou nebo žlutou kresbu, horní plátek je žilkovaný a tmavší. V květu je dále pět plodných, nahoru ohnutých tyčinek nesoucích eliptické prašníky a 5 krátkých patyčinek (které někdy chybí). Ochlupený semeník je zakončen krátkou ohnutou čnělkou s drobnou bliznou. Květy začínají kvést ještě před olistěním koncem zimy a postupně nakvétají až do počátku léta.
Plody jsou ploché, dřevnaté, tmavě hnědé lusky, dlouhé 15 až 25 cm a 2 cm široké, které ve zralosti pukají ve dvě části. Lusky obsahují 10 až 15 plochých, okrouhlých semenech velkých asi 10 mm. Ze stromů opadávají v pozdním podzimu nebo až na konci zimy. Ploidie druhu je 2n = 28.

## Rozmnožování
Bauhinii pestrou lze snadno rozmnožovat předem namáčenými semeny, která se počátkem jara sejí do skleníků. Spolehlivě také zakořeňují polovyzrálé řízky v množárně s vyhřívanou půdou. Z kořenů stromu někdy vyrůstají boční výhonky, které lze s úspěchem odebírat a vysazovat. Druh se sám v přírodě dobře rozmnožuje. Například na jižní Floridě, kde není původním druhem, je považován za invazní a nedoporučuje se jeho vysazování.

## Význam
Kromě toho, že se ve své domovině pěstuje jako okrasná dřevina okolo cest, jsou jeho pupeny, květy, listy, kůra, dřevo i kořeny používány jako léky ve starodávné ájurvédské medicíně i v homeopatii. Jsou uváděny tyto léčebné vlastnosti: immunomodulační, antibakteriální, hemaglutinační, protinádorová, protizánětlivá, antiulcerozní a hlavně antidiabetická. Listů se používá ke snižování hladiny glykemie v krvi, kůra je vhodné tonikum a léčí kožní nemoci, kořen slouží jako protijed na hadí uštknutí, květy a pupeny jsou dobré k léčbě úplavice, průjmu a žaludečních poruch a nádorů. Plody s květy se také vaří a jedí jako zelenina. Dřevo stromů se používá ke stavbě domů a vyrábí se z něj domácí nářadí.
Rostlina obsahuje množství flavonoidů, např. kempferol, kvercetin, myricetin, ombuin, rutin, isokvercitrosid, hesperidin, naringenin. Listy tohoto druhu jsou nyní populární antidiabetika, neboť bylo prokázáno, že vodný extrakt jejích listů snižuje hladinu glukózy v krvi. Flavonoidy a jejich glykosidy jsou zde nositelem antidiabetické aktivity a proto se v chudých rozvojových zemích vyvíjejí z bauhínie pestré léčebné bylinné přípravky s relativně nízkými náklady na výrobu.

## Galerie

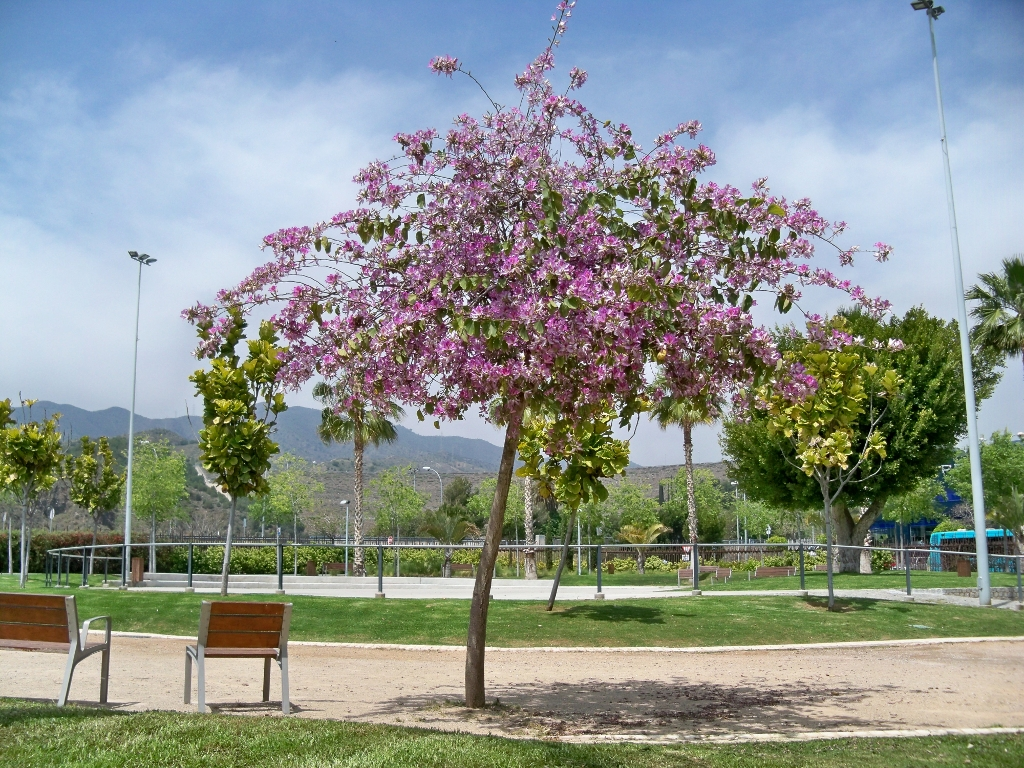
Mladý strom
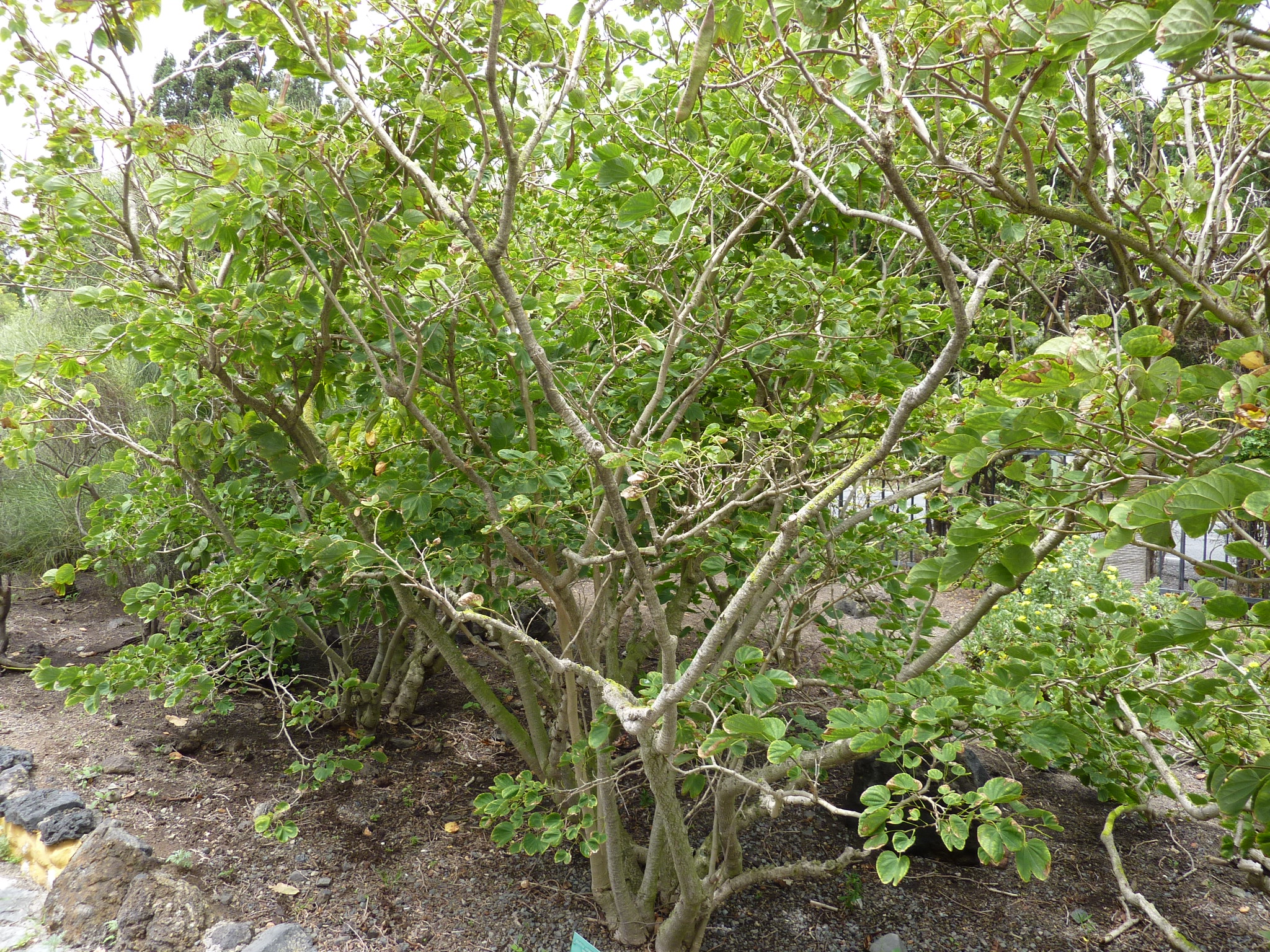
Mladý keř
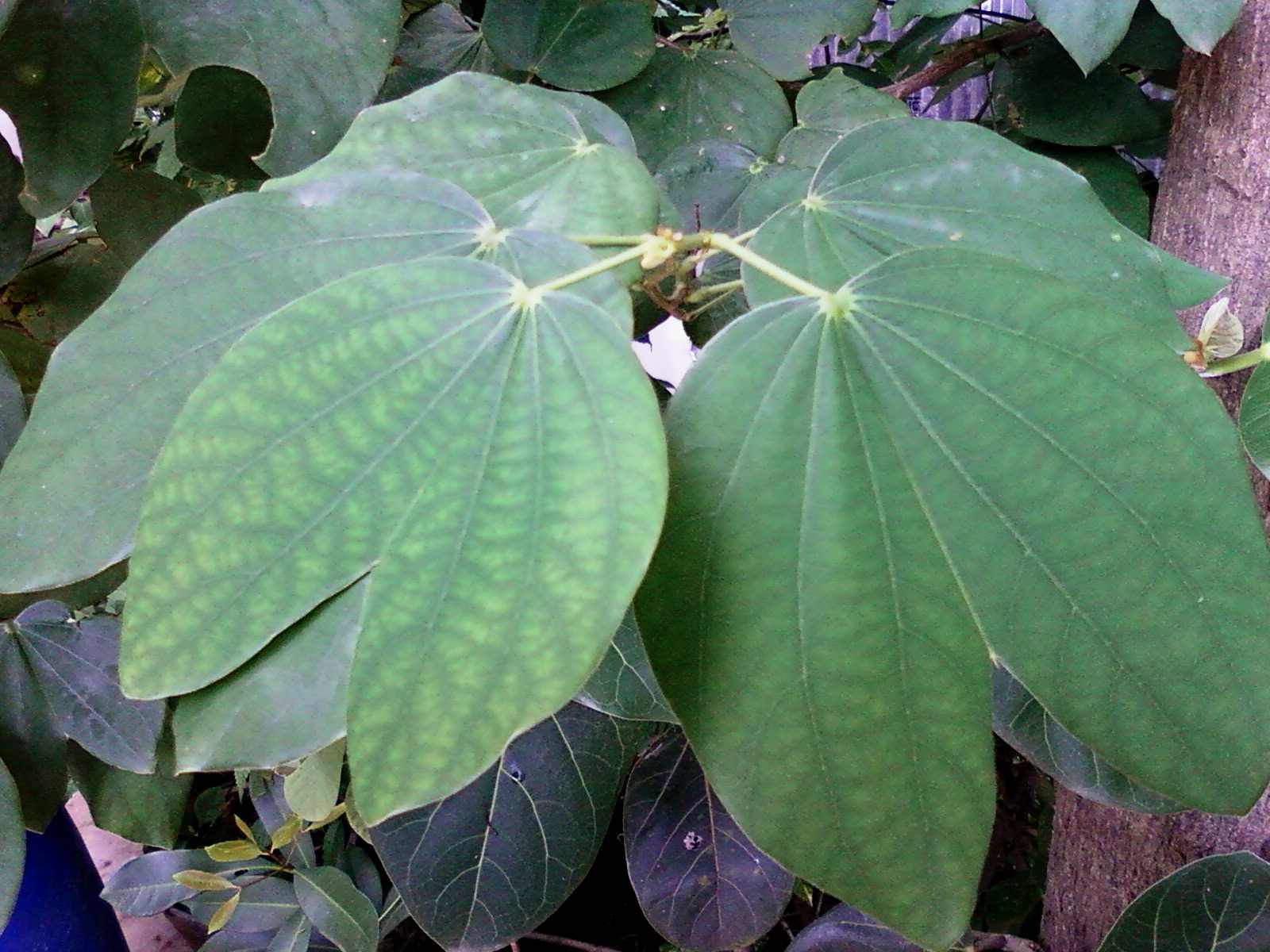
Rozeklané listy
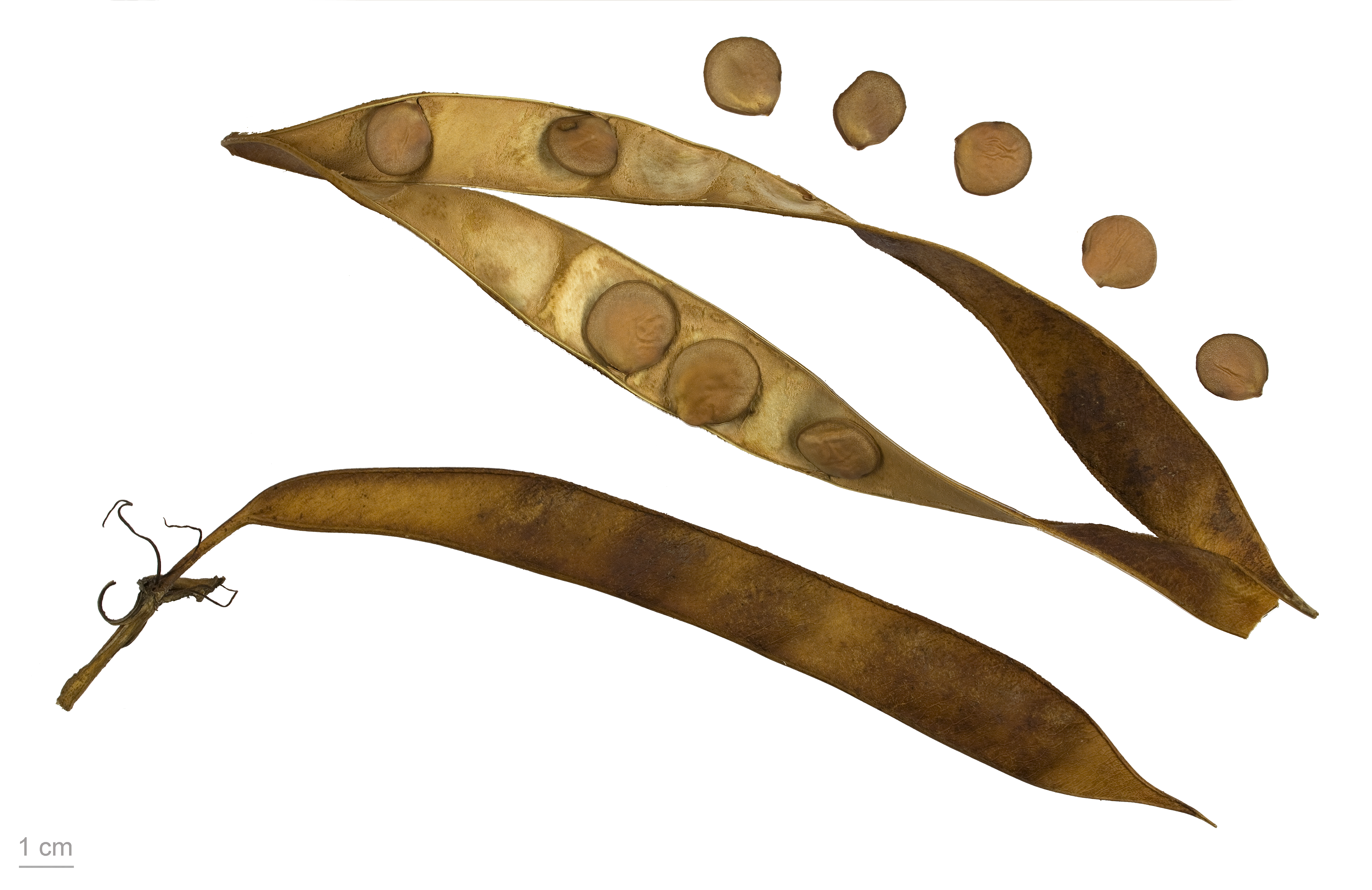
Lusk se semeny